# Descobriment i exploració del sistema solar

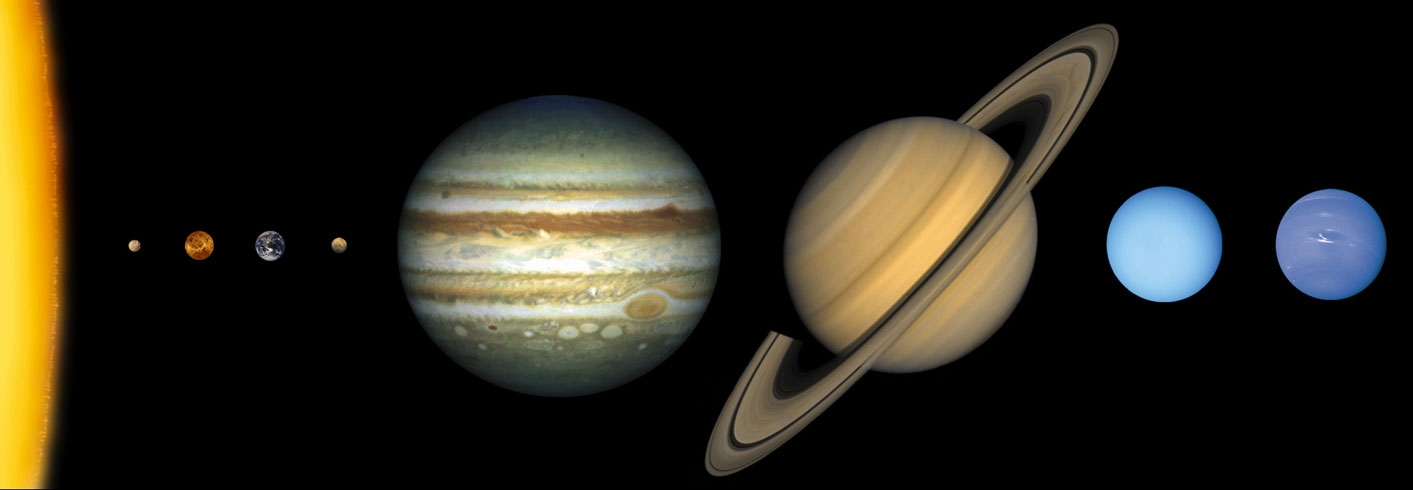
El Sol i els planetes del sistema solar. (Plutó és ara classificat com un planeta nan, i no es veurà). Les mides relatives dels objectes estan dibuixades a escala, les seves distàncies no

Durant molts milers d'anys, les civilitzacions, amb unes poques excepcions, no reconeixien l'existència del sistema solar. Es creia que la Terra és estacionària en el centre de l'univers i categòricament diferent dels objectes divins o eteris que es movien pel cel. Mentre que el matemàtic/astrònom indi Aryabhata i el filòsof grec Aristarc de Samos havien especulat sobre un reordenament del cosmos heliocèntric, Nicolau Copèrnic va desenvolupar per primera vegada un sistema heliocèntric matemàtic predictiu. Els seus successors del segle xvii, Galileo Galilei, Johannes Kepler i Isaac Newton, van desenvolupar una comprensió de física que va conduir a l'acceptació gradual de la idea que la Terra es mou al voltant del Sol i que els planetes es regeixen per les mateixes lleis físiques que regeixen la Terra. En temps més recents, això va conduir a la investigació dels fenòmens geològics com les muntanyes i els cràters i els fenòmens meteorològics estacionals, com els núvols, les tempestes de pols i els casquets de gel en els altres planetes.

## L'antiguitat i les primeres observacions

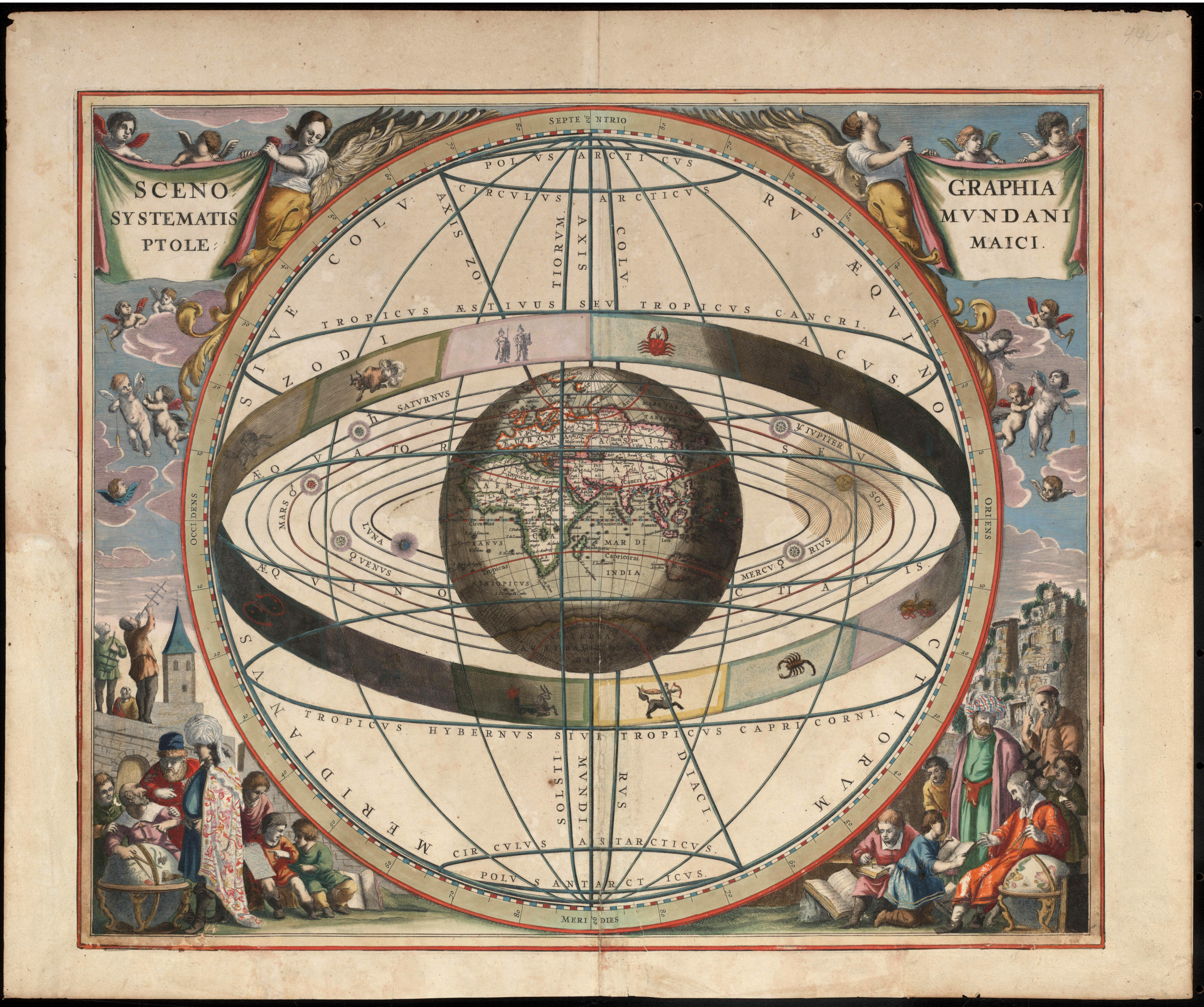
El model de l'univers geocèntric és completat per Claudi Ptolemeu (il·lustració del 1660-1661 de Johannes van Loon)

La cosmologia és la més antiga de les ciències. La recerca dels nostres orígens no ha deixat de fascinar la humanitat. Una de les observacions astronòmiques més antigues conegudes va ser la tauleta de Venus d'Ammisaduqa, amb data de 2000 anys aC, que recull observacions astronòmiques del planeta Venus realitzades durant el regnat d'Ammisaduqa, rei de Babilònia i quart successor d'Hammurabi. Els astrònoms babilonis van identificar els planetes interiors com Mercuri i Venus, i els planetes exteriors com Mart, Júpiter i Saturn, que continuarien sent els únics planetes coneguts fins a la invenció del telescopi en els primers temps moderns. Al voltant d'aquests temps, els xinesos i els egipcis van identificar i predir eclipsis solars.
La cosmologia va ser el primer tema estudiat pels filòsofs grecs, al llarg de la història de l'antiga Grècia. Els astrònoms Èudox, Hiparc i Claudi Ptolemeu es decantaren pel geocentrisme. Els cosmòlegs grecs s'inclinaren per una limitació espacial de l'univers, temporalment etern, ordenat segons lleis constants, amb repeticions cícliques. El segle VI aC, Anaximandre de Milet proposà una cosmologia en què la Terra es configurava com un cilindre situat a la part superior del centre de tot. El Sol, la Lluna i els planetes eren forats en rodes invisibles que envoltaven la Terra; a través dels forats, els éssers humans podien veure el foc que s'hi amagava al darrere. Aproximadament en la mateixa època, i a partir de l'observació dels eclipsis, els pitagòrics deduïren que la Terra era una esfera, però que no es trobava al centre sinó que es movia al voltant d'un foc invisible. Més endavant, aquestes dues visions es van combinar i, a partir del segle iv aC, els grecs més cultivats pensaven que la Terra era una esfera al centre de l'univers.

## Observacions telescòpiques

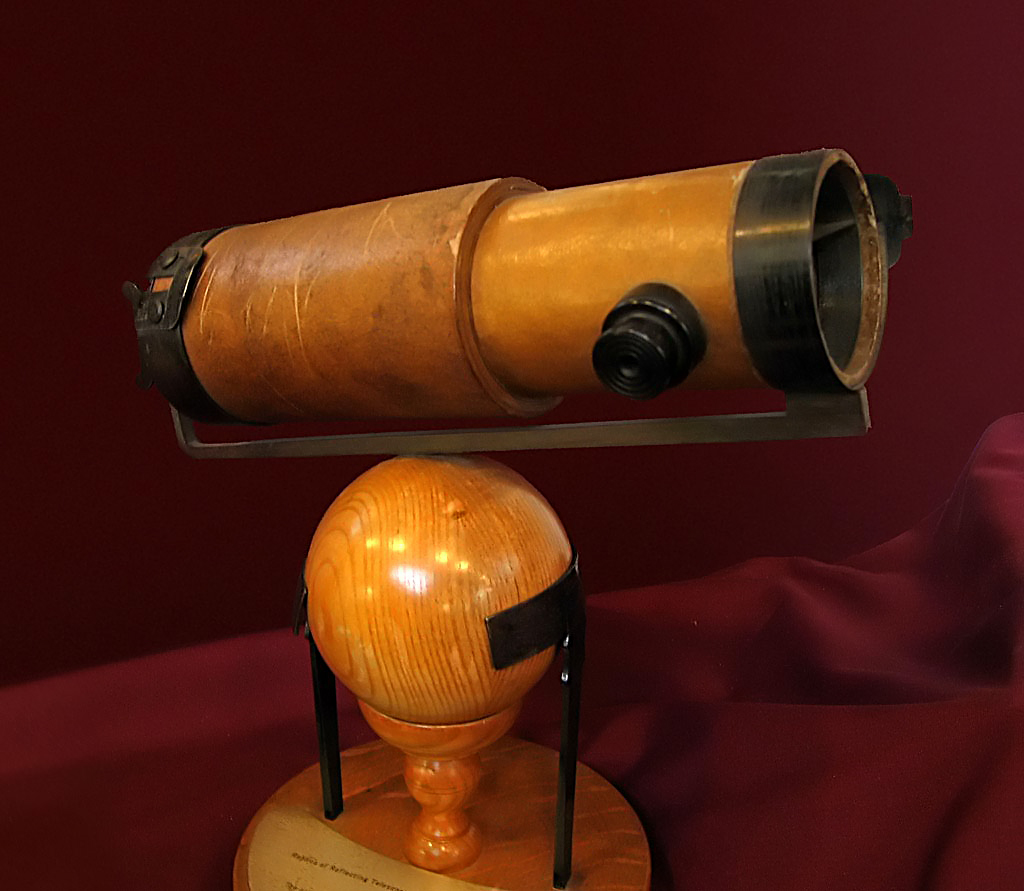
Una rèplica del telescopi d'Isaac Newton

La primera exploració del sistema solar va ser realitzada per telescopis, quan els astrònoms van començar a traçar els objectes massa febles per a ser observats a simple vista.
Galileo Galilei va ser el primer a descobrir els detalls físics sobre els organismes individuals del sistema solar. Ell va descobrir que la Lluna està plena de cràters, que el Sol estava marcat amb les taques solars, i que Júpiter tenia quatre satèl·lits en òrbita al seu voltant. Christiaan Huygens va seguir els descobriments de Galileu mitjançant el descobriment de Tità (lluna de Saturn) i la forma dels anells de Saturn. Giovanni Domenico Cassini, més tard, va descobrir quatre llunes més, de la divisió de Cassini, en els anells de Saturn.

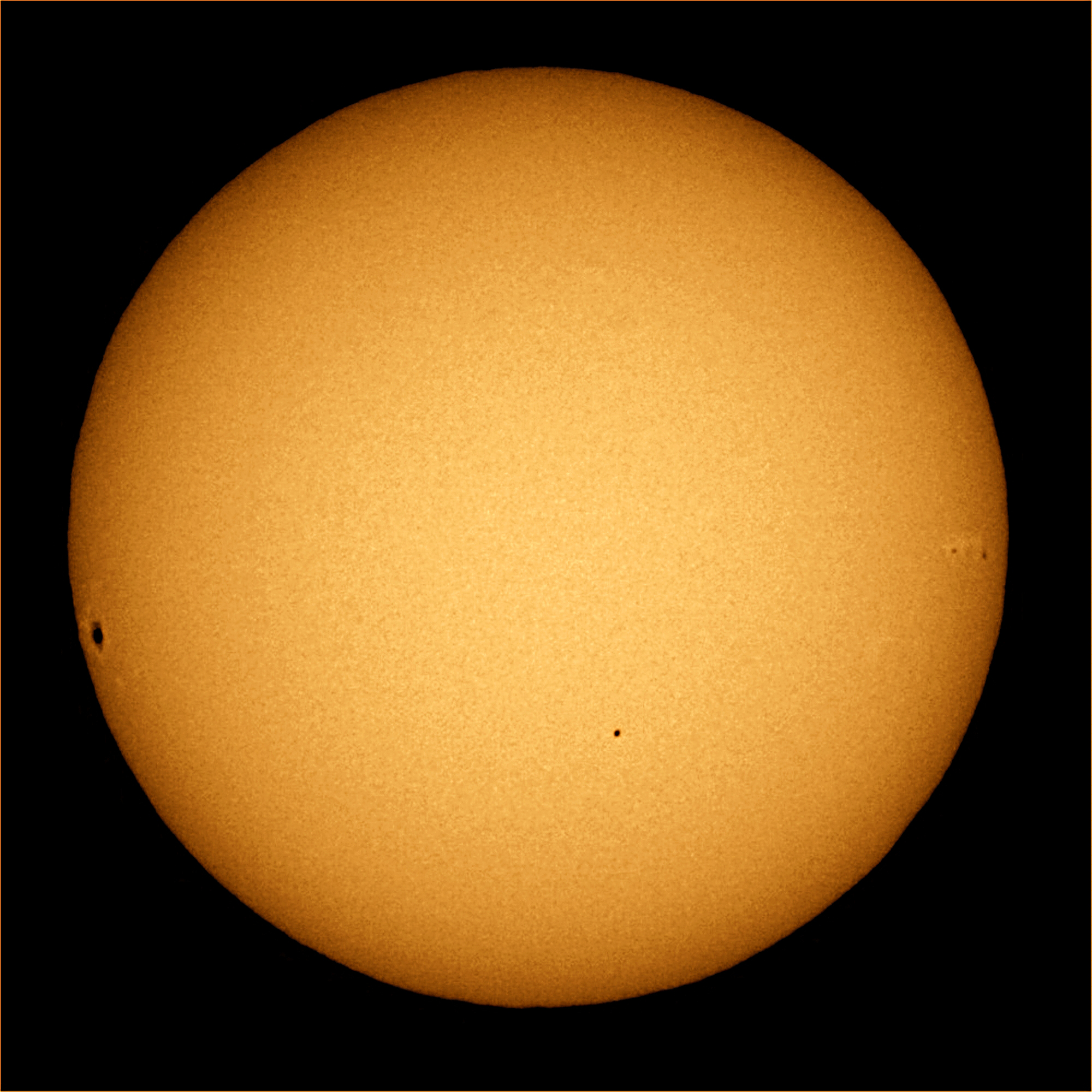
El Sol fotografiat amb un telescopi amb filtre solar especial. Les taques solars i l'enfosquiment vers el limbe es pot veure clarament. Mercuri transita en la meitat inferior de la cara del Sol

Edmond Halley es va adonar, el 1705, que les repetides observacions d'un cometa estaven gravant el mateix objecte, que hi tornava regularment un cop cada 75-76 anys. Aquesta va ser la primera evidència que hi havia altres objectes a part dels planetes que giraven al voltant del Sol. Al voltant d'aquest temps (1704), el terme sistema solar va aparèixer per primera vegada en anglès.
El 1781, William Herschel estava buscant estrelles binàries en la constel·lació de Taure quan va observar el que ell pensava que era un nou estel. La seva òrbita va revelar que es tractava d'un nou planeta, Urà, el primer mai descobert.
Giuseppe Piazzi va descobrir Ceres el 1801, un món petit entre Mart i Júpiter, que inicialment es va considerar un nou planeta. No obstant això, els descobriments posteriors de milers d'altres petits mons en la mateixa regió va portar a la seva possible reclassificació com a asteroide.
El 1846, les discrepàncies en l'òrbita d'Urà van portar a molts a sospitar d'un gran planeta situat més lluny. Els càlculs d'Urbain Le Verrier va conduir al descobriment de Neptú. L'excés de precessió del periheli de l'òrbita de Mercuri va permetre a Le Verrier postular el planeta dins l'òrbita de Mercuri, Vulcà, el 1859, però això podria ser una tesi irrellevant.
Si bé és discutible quan el sistema solar va ser veritablement "descobert", tres observacions del segle xix van determinar la seva naturalesa i el lloc en l'univers més enllà de tot dubte raonable. En primer lloc, el 1838, Friedrich Bessel va mesurar amb èxit una paral·laxi estel·lar, un aparent canvi en la posició d'una estrella creada pel moviment de la Terra al voltant del Sol. Això no sols va ser la primera prova directa, experimental, de l'heliocentrisme, sinó que també va revelar, per primera vegada, la gran distància entre el nostre sistema solar i les estrelles. Després, el 1859, Robert Bunsen i Gustav Kirchhoff, utilitzant el recentment inventat espectròmetre, va examinar la signatura espectral del Sol i va descobrir que estava compost pels mateixos elements que existien a la Terra, i establí per primera vegada un vincle físic entre la Terra i el cel. Llavors, el pare Angelo Secchi va comparar la signatura espectral del Sol amb les d'altres estrelles, i les va trobar pràcticament idèntiques. La comprensió que el Sol era un estel va conduir a la hipòtesi que altres estrelles podrien tenir sistemes propis, encara que això no seria provat fins a gairebé 140 anys després. Altres discrepàncies aparents en les òrbites dels planetes exteriors va permetre a Percival Lowell la conclusió d'un altre planeta, el "Planeta X", ha d'estar més enllà de Neptú. Després de la seva mort, el seu observatori Lowell va realitzar una recerca que, finalment, va portar Clyde Tombaugh al descobriment de Plutó el 1930. Plutó, però, va resultar ser massa petit per haver interromput les òrbites dels planetes exteriors, i per tant, el seu descobriment va ser casual. Igual que Ceres, es va considerar inicialment un planeta, però després del descobriment de molts altres objectes de mida similar al seu voltant va ser reclassificat el 2006 com un planeta nan per la UAI.
El 1992, va ser descoberta la primera evidència d'un sistema planetari diferent del nostre, orbitant al voltant del púlsar PSR B1257+12. Tres anys més tard, va ser descobert el 51 Pegasi b, el primer planeta extrasolar al voltant d'una estrella de tipus solar. A partir del 2008, han estat descoberts 221 sistemes extrasolars.
També el 1992, els astrònoms David C. Jewitt de la Universitat de Hawaii i Jane Luu del Massachusetts Institute of Technology van descobrir el (15760) 1992 QB1. Aquest objecte va resultar ser el primer d'una nova població, que es coneix com el cinturó de Kuiper; un anàleg gelat al cinturó d'asteroides dels quals els objectes com Plutó i Caront es consideraven a part.
Mike Brown, Chad Trujillo i David Rabinowitz va anunciar el descobriment d'Eris el 2005, un objecte de disc dispers més gran que Plutó i l'objecte més gros descobert en òrbita al voltant del Sol des de Neptú.

## Exploració robòtica

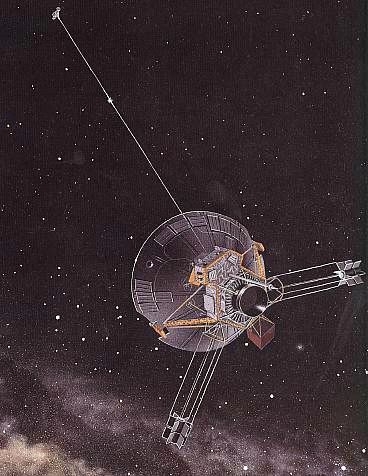
Concepció artística del Pioneer 10, que va passar a l'òrbita de Plutó el 1983. L'última transmissió va ser rebuda el gener del 2003, enviat des d'aproximadament 82 ua de la Terra. La sonda espacial de 35 anys ara s'allunya del Sol al llarg 43.400 km/h (27.000 mph)

Des del començament de l'era espacial, una gran quantitat d'exploració ha estat realitzada per missions de naus espacials robòtiques que s'han organitzat i executat per diverses agències espacials.
Tots els planetes del sistema solar han estat visitats en diversos graus per naus espacials llançades des de la Terra. Amb aquestes missions no tripulades, els humans han estat capaços d'obtenir primers plans de tots els planetes i, en el cas de mòduls de descens, realitzar algunes proves dels sòls i atmosferes.
El primer objecte artificial a ser enviat a l'espai va ser el satèl·lit soviètic Spútnik 1, llançat el 1957, que amb èxit va orbitar la Terra fins al 4 de gener de l'any següent. La sonda nord-americana Explorer 6, llançada el 1959, va ser el primer satèl·lit a prendre imatges de la Terra des de l'espai.

### Vols
La primera sonda que va sobrevolar amb èxit un altre cos del sistema solar va ser Luna 1, que es va accelerar més enllà de la Lluna el 1959. Originalment, hi havia la intenció d'impactar amb la Lluna; en el seu lloc, es va perdre l'objectiu i es va convertir en el primer objecte artificial en òrbita al voltant del Sol. Al mateix any, Luna 2 va ser la primera sonda espacial que arribà al sòl d'un altre cos del sistema solar impactant amb la Lluna. El Mariner 2 va ser la primera sonda a sobrevolar un altre planeta, Venus, el 1962. El primer vol amb èxit de Mart va ser realitzat pel Mariner 4 el 1965. Mariner 10 va fer la primera passada sobre Mercuri el 1974. Des d'aleshores s'ha arribat a cossos del sistema solar progressivament més llunyans amb sondes impactant a Venus el 1965, Mart el 1971, aterrant a la Lluna el 1966, Venus el 1970, Mart el 1976 (1971 si es compta l'aterratge de la Màrsnik 3), l'asteroide Eros el 2001 i Tità el 2005.

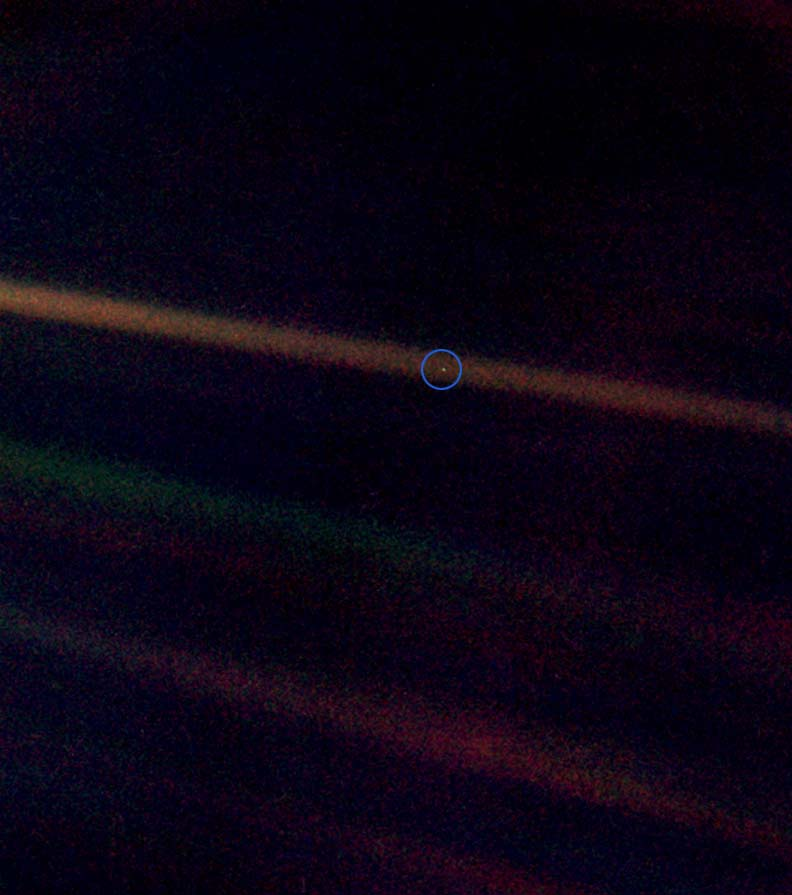
Una foto de la Terra (en el cercle), presa per Voyager 1, a 6,4 bilions de quilòmetres (4 bilions de milles) d'aquí. Els raigs de llum són pics de difracció que irradien des del Sol (fora del marc a l'esquerra). Aquesta fotografia es coneix com a "Un punt blau pàl·lid"

La primera sonda a explorar els planetes exteriors va ser el Pioneer 10, que va sobrevolar Júpiter el 1973. Pioneer 11 va ser el primer a visitar Saturn, el 1979. Les sondes Voyager van realitzar una gran gira pels planetes exteriors després del seu llançament el 1977, amb les dues sondes passaren per Júpiter l'any 1979 i Saturn el 1980-1981. El Voyager 2, a continuació, va fer acostaments a Urà el 1986 i Neptú el 1989. Les sondes Voyager són ara molt més enllà de l'òrbita de Neptú, i van arribar a la zona de xoc de terminació i l'heliopausa, pel seu posterior estudi. D'acord amb la NASA, ambdues sondes Voyager s'han trobat amb el xoc de terminació a una distància d'aproximadament 93 ua del Sol.
El primer vol sobre un cometa es va produir el 1985, quan l'International Cometary Explorer (ICE) va ser passat pel cometa Giacobini-Zinner, mentre que els primers vols sobre els asteroides es van dur a terme per la sonda espacial Galileo, que va fotografiar tant 951 Gaspra (el 1991) com el 243 Ida (el 1993) en el seu camí cap a Júpiter.
No hi ha cap objecte del cinturó de Kuiper que hagi estat visitat per una nau espacial. Llançada el 19 de gener del 2006, la sonda New Horizons es troba actualment en camí per a convertir-se en la primera nau espacial feta per l'ésser humà per descobrir aquesta àrea. Aquesta missió no tripulada va visitar Plutó el juliol del 2015. En cas que sigui factible, la missió s'ampliarà després d'observar una sèrie d'altres objectes del cinturó de Kuiper.
A partir del 2011, científics nord-americans estan preocupats perquè l'exploració més enllà del cinturó d'asteroides es vegi obstaculitzada per l'escassetat de Plutoni-238.

### Orbitadors, astromòbils i mòduls de descens
El 1966, la Lluna es va convertir en el primer cos del sistema solar més enllà de la Terra a ser orbitat per un satèl·lit artificial (Luna 10), seguit per Mart el 1971 (Mariner 9), Venus el 1975 (Venera 9), Júpiter el 1995 (Galileo), l'asteroide (433) Eros el 2000 (NEAR Shoemaker), Saturn el 2004 (Cassini–Huygens), i Mercuri Vesta el 2011 (MESSENGER i Dawn, respectivament). Dawn orbita des del 2015 al voltant del planeta nan/asteroide Ceres.
La primera sonda a aterrar en un altre cos del sistema solar va ser la sonda soviètica Luna 2, que va impactar a la Lluna el 1959. Des de llavors, s'han assolit els planetes cada vegada més distants, amb sondes d'aterratge o impactant en la superfície de Venus el 1966 (Venera 3), Mars el 1971 (Mars 3, tot i que un aterratge amb èxit total no es produí fins al Viking 1, el 1976), l'asteroide (433) Eros el 2001 (NEAR Shoemaker) i les llunes de Saturn Tità (Huygens) i el cometa Tempel 1 (Deep Impact) el 2005. L'orbitador Galileo també va deixar caure una sonda a l'atmosfera de Júpiter el 1995; ja que Júpiter no té una superfície física, va ser destruït per l'augment de la temperatura i la pressió a mesura que descendia.
Fins ara, només dos objectes del sistema solar, la Lluna i Mart, han estat visitats per astromòbils. El primer vehicle explorador a visitar un altre cos celeste era el Lunokhod 1 de la Unió Soviètica, que va aterrar a la Lluna el 1970. El primer a visitar un altre planeta va ser el Sojourner, que va viatjar durant 500 metres sobre la superfície de Mart el 1997. L'únic astromòbil tripulat a visitar un altre objecte astronòmic va ser l'astromòbil lunar de la NASA, que va viatjar amb els Apollos 15, 16 i 17 entre 1971 i 1972.

### Fites en l'exploració del sistema solar
- Lúnik 1 - 1959 primera sonda espacial que s'aproximà a un altre cos del sistema solar, passà a 5.990 quilòmetres de la Lluna
- Lúnik 2 - 1959 primer objecte humà sobre la superfície d'un altre cos del sistema solar, s'estavellà a la Lluna
- Lúnik 3 - 1959 primera sonda espacial que fotografia la cara oculta i fins a aquell moment desconeguda de la Lluna
- Venera 1 - 1961 primera sonda espacial que s'aproximà a un planeta del sistema solar, passà a 100.000 quilòmetres de Venus
- Mariner 2 - 1962 primera exploració de Venus
- Màrsnik 1 - 1963 primera sonda espacial que s'aproximà a Mart
- Venera 3 - 1965 primer objecte humà sobre la superfície d'un altre planeta, s'estavellà a Venus
- Mariner 4 - 1965 primera exploració de Mart
- Lúnik 9 - 1966 primer aterratge a la Lluna
- Venera 7 - 1970 primer aterratge a Venus
- Màrsnik 2 - 1971 primer objecte humà estavellat sobre Mart
- Màrsnik 3 - 1971 primer aterratge a Mart
- Pioneer 10 - 1972 primera exploració de Júpiter
- Mariner 10 - 1974 primera exploració de Mercuri
- Viking 1 - 1976 primera exploració prolongada des de la superfície de Mart
- Pioneer 11 - 1973 primeres exploracions de Saturn
- Voyager 2- 1986 primera exploració d'Urà
- Voyager 2 - 1989 primera exploració de Neptú
- NEAR - 2001 primer aterratge a Eros
- Hayabusa - 2005 primer aterratge a Itokawa
- Huygens - 2005 primer aterratge a Tità
- Rosetta - 2014 primer aterratge en un cometa

Altres programes posteriors d'exploració són el Phobos, soviètic a Mart, els estatunidencs Galileo a Júpiter i Venus, Magellan a Venus, i l'europeu Ulysses a Júpiter i Sol.

## Exploració tripulada
L'exploració tripulada del sistema solar es troba limitada als voltants immediats de la Terra. El primer ésser humà a arribar a l'espai (que es defineix a una altitud superior als 100 km) i a orbitar la Terra va ser Iuri Gagarin, un cosmonauta soviètic que es va llançar amb el Vostok 1 el 12 d'abril del 1961. El primer ésser humà a caminar sobre la superfície d'un altre cos del sistema solar va ser Neil Armstrong, que va posar el peu sobre la Lluna el 21 de juliol del 1969 durant la missió de l'Apollo 11; altres cinc allunatges es van produir fins al 1972. El transbordador espacial dels Estats Units, que es va estrenar el 1981, és l'única nau reutilitzable a realitzar amb èxit diversos vols orbitals. Les cinc llançadores que s'han construït han volat un total de 121 missions, amb dues d'aquestes destruïdes en accidents. La primera estació espacial orbital per a més d'un equip era el Skylab de la NASA, que va dur a terme amb èxit tres equips del 1973 al 1974. El primer assentament humà a l'espai real era l'estació espacial soviètica Mir, que va ser ocupada de manera contínua durant gairebé deu anys, del 1989 al 1999. Va ser desarmada el 2001, i la seva successora, l'estació espacial internacional, ha mantingut una presència humana contínua a l'espai des d'aleshores. L'any 2004, el SpaceShipOne es va convertir en el primer vehicle de finançament privat a arribar a l'espai en un vol suborbital.
Actualment s'anticipen missions tripulades a Mart en programes ambiciosos plantejats a molt llarg termini i denominats Aurora Exploration Program a Europa (ESA) i Vision for Space Exploration (NASA).